# Leopold Godowsky

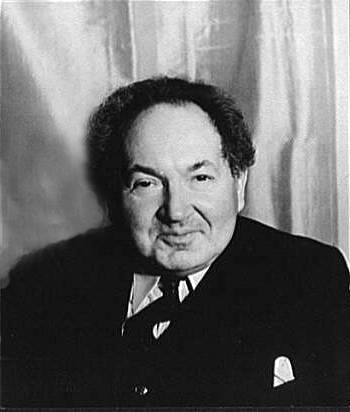
Leopold Godowsky

Leopold Godowsky (Žasliai, 13 februari 1870 – New York, 21 november 1938) was een Pools-Amerikaans pianist en componist. Hij wordt wel beschreven als de "Pianist van de Pianisten".
Leopold Godowsky werd in 1891 genaturaliseerd tot Amerikaan, maar werd geboren in Žasliai, een dorp in de buurt van Vilnius, in wat nu Litouwen is, maar in 1870 nog deel van het Russische Rijk. Zelf echter beschouwde hij zich als van Poolse afkomst.

## Levensloop
Als kind al kreeg Godowsky zijn eerste piano- en theorielessen; hij schreef zijn eerste compositie, een menuet, toen hij vijf jaar oud was. Op zijn veertiende jaar ging hij naar de Königliche Hochschule für Musik in Berlijn, waar hij les kreeg van Ernst Rudorff. Hij vertrok echter al na drie maanden. Daarna onderwees hij voornamelijk zichzelf.
Zijn carrière als concertpianist begon toen hij tien jaar was. Na een tournee door Noord-Amerika keerde hij in 1886 terug naar Europa met de bedoeling te gaan studeren bij Franz Liszt. Omdat die kort daarna overleed ging Godowsky naar Parijs, waar hij Camille Saint-Saëns ontmoette, die hem met veel belangrijke Franse musici (zoals Charles Gounod, Jules Massenet, Gabriel Fauré, en Leo Delibes) in contact bracht. Saint-Saëns stelde Godowsky zelfs voor hem te adopteren als hij diens naam aannam. Zeer tot ongenoegen van de oude man sloeg hij diens aanbod af.
Godowsky's pedagogische activiteiten begonnen in 1890, aan het New York College of Music. Tijdens zijn verblijf in New York trouwde hij met Frieda Saxe en werd kort daarna Amerikaans staatsburger. In 1894 ging hij lesgeven aan het Broad Street Conservatory in Philadelphia, en vanaf 1895 gaf hij les aan het Chicago Conservatory, en had daar de leiding van de afdeling piano-onderwijs. Een succesvolle Europese concerttour in 1900 bracht hem weer terug naar Berlijn, waar hij zijn tijd verdeelde over optredens en lesgeven. Van 1909 tot 1914 gaf hij masterclasses aan het Weens conservatorium. Het uitbreken van de Eerste Wereldoorlog maakte dat hij terugkeerde naar New York, waar vele beroemdheden en hooggewaardeerde musici zijn huis bezochten. Sergej Rachmaninov droeg zijn Polka de W. R. aan hem op.
Na de oorlog bleef Godowsky op tournee gaan totdat een beroerte hem op 17 juni 1930 tijdens een opnamesessie in Londen velde, en een eind maakte aan zijn optredens. Als gevolg hiervan was hij ook niet meer in staat de aanzienlijke verliezen die hij had geleden tijdens de Beurskrach van 1929 goed te maken. De enige overgebleven opname van die historische sessie, helaas van slechte geluidskwaliteit, is de vertolking van het Scherzo nr. 4, Op. 54 van Chopin. Deze opname is recentelijk opgenomen in een 3-cd set gewijd aan Godowsky en uitgegeven door Marston Records. De zelfmoord van zijn zoon in 1932 en de dood van zijn vrouw in 1933, gecombineerd met zijn wanhoop over de verslechterende politieke situatie in Europa (van zijn plannen voor een "Wereld Synode van Muziek en Musici" en een "Internationaal Master Instituut voor Muziek" kwam niets terecht) wierpen een duistere schaduw over het laatste jaar voor zijn dood, en hij stopte geheel met componeren. Hij stierf aan maagkanker in New York op 21 november 1938.

## Betekenis van zijn werk
Als componist is Godowsky het bekendst door zijn parafrases van pianostukken van andere componisten, die hij uitbreidde met ingenieuze contrapuntuele variaties en rijke chromatische harmonieën. Zijn meest fameuze werk in dit opzicht zijn de 53 variaties op Chopins etudes, waarin hij op de originele etudes, die op zichzelf al een uitdaging vormen, variaties aanbrengt door “tegen”-melodieën; het overbrengen van de technisch moeilijke passages van de rechterhand naar de linkerhand; een hele etude herschrijft voor de linkerhand; of twee etudes ineenvlecht, waarbij de linkerhand de ene en de rechterhand de andere etude speelt (hoe onmogelijk dit ook lijkt). Deze stukken zijn zo belastend, zelfs voor virtuozen, dat de complete set maar driemaal is opgenomen: door Geoffrey Douglas Madge, door Carlo Grante en door Marc-André Hamelin. Ook herschreef hij twee sonate’s en een partita voor viool en drie suites voor cello van Johann Sebastian Bach voor piano. De suites werden aangepast door de toevoeging van additionele stemmen op een contrapuntuele wijze. Deze stukken zijn opgenomen door Carlo Grante en Konstantin Scherbakov.
De pianosonate in e mineur, de Passacaglia, en Triakontameron zijn enkele van zijn werken die tegenwoordig beter bekend zijn. De Passacaglia is gebaseerd op een thema van Franz Schuberts Unvollendete en heeft de reputatie extreem moeilijk te zijn (Vladimir Horowitz wilde dit stuk zelfs niet spelen, omdat er volgens hem geen 2 maar wel 6 handen nodig zouden zijn om het uit te voeren. De realiteit is echter dat Horowitz geen fan was van Godowsky's werk; er zijn in zijn concertrepertoire werken die een grotere uitdaging bieden). De Passacaglia is onder andere opgenomen door Carlo Grante, Marc-André Hamelin (twee keer), Rian de Waal, Ian Hobson, Antti Siirala, David Stanhope en Konstantin Scherbakov.
Godowsky maakte ook een 'zware' orkestratie van de Schilderijententoonstelling van Moussorgsky, die veel minder bekend is geworden dan die van Ravel.